# Matinsaari (ö i Norra Österbotten, Brahestad, lat 64,36, long 24,35)
Matinsaari är en ö i Finland. Den ligger i Pyhäjoki älv och i kommunerna Merijärvi och Pyhäjoki i den ekonomiska regionen  Brahestads ekonomiska region  och landskapet Norra Österbotten, i den centrala delen av landet, 500 km norr om huvudstaden Helsingfors. Öns area är 0,6 hektar och dess största längd är 210 meter i sydöst-nordvästlig riktning.